# Птасьник, Ян
Ян Птасьник (Ptaśnik; 15 января 1876, Миклюшовице — 22 февраля 1930, Львов) — польский историк культуры, археограф и общественный деятель. Профессор (1910). Действительный член АН в Кракове (1929).

## Биография
Родился в с. Миклюшовице (ныне село Бохнявского повята Малопольского воеводства) в крестьянской семье. Окончил народную школу, а впоследствии — гимназию в Бохне (ныне город Малопольского воеводства, Польша). В 1897-1901 учился на юридическом и философском факультетах Краковского университета. В 1901-07 преподавал в гимназиях Кракова и Перемышля (ныне г. Пшемысль, Польша). В 1903 защитил докторскую диссертацию на тему: «Pierwszy Boner, czyli początek magnackiej rodziny w Polsce w wieku XVI» в Краковском университете.
Член римских археографических экспедиций, организованных АН в Кракове (1903-05, 1908-11). Результатом этих экспедиций стало издание 2-х томов источников «Acta Camerae Apostolicae» (1913) и «Analecta Vaticana 1202-1366» (1914), а также ряда работ, посвященных отношениям Польши с Апостольской столицей («Kollektorzy Камеры apostoskiej w Polsce Piastowskiej» (1907), «Denar świętego Piotra obrońcą jedności politycznej i kościelnej w Polsce» (1908), «Gli Italiani a Cracovia del XVI secolo al XVIII» (1909), «Włoski Kraków za Kazimierza Wielkiego i Władysława Jagiełły» (1910)). В 1907 г. на основании защиты труда «Z dziejów kultury włoskiego Krakowa» получил хабилитацию в Краковском университете. С 1907 — приват-доцент, с 1910 — профессор Краковского университета. В 1910-12 совершил археографическое путешествие в Нюрнберг, Брюссель и Лондон, в результате чего появились издание «Akta norymberskie do dziejów handlu z Polska w wieku XV» (1909-13) и несколько работ, посвященных жизни и творчеству Вита Ствоша (напр. «Ze studiow nad Witem Stwoszem i jego rodziną»; 1910). В годы Первой мировой войны собирал материалы к сборнику документов «Cracovia artificum 1300-1500» (1917).
С 1918 — член-корреспондент, с 1929 — действительный член АН в Кракове. Был членом Научного общества во Львове, Польского исторического общества, Общества польских библиотекарей и др. С 1920 — профессор Львовского университета, руководитель кафедры истории средних веков. С 1923 — главный редактор журнала «Kwartalnik Historyczny». Воспитал плеяду талантливых учеников (Я. Дамбровский, Г. Гродецкий, Л. Харевичова, С. Лемпицкий, К. Малечинский и др.) В львовский период исследовал историю польских городов («Miasta w Polsce» (1922), «Walki o demokratyzację Lwowa od XVI do XVIII w.» (1925), «Miasta i mieszczaństwo w dawnej Polsce» (1934)). Также в это время исследовал историю польского книгоиздания, опубликовал сборник источников «Monumenta Poloniae typographica XV et XVI saeculorum» (1922) и ряд работ («Papiernie w Polsce XVI w.» (1920), «Drukarze i księgarze krakowscy XV i XVI wieku» (1922)). Издал ряд трудов по истории польской и европейской культуры («Kultura włoska wieków średnich w Polsce» (1922), «Kultura wieków średnich: Życie religijne i społeczne» (1925).
Умер в г. Львов.